# Giancarlo Astrua
Giancarlo Astrua (Graglia, 11 augustus 1927 - aldaar, 29 juli 2010) is een voormalig Italiaans wielrenner.

## Belangrijkste overwinningen
1950
- 15e etappe Ronde van Italië

1951
- 12e etappe Ronde van Italië

1952
- Trofeo Baracchi

1953
- Ronde van Romagna

1954
- GP Industria

1955
- 5e etappe Ronde van Italië

1956
- 12e etappe Ronde van Spanje

## Resultaten in voornaamste wedstrijden
| Jaar | Ronde van Italië | Ronde van Frankrijk | Ronde van Spanje |
| ---- | ---------------- | ------------------- | ---------------- |
| 1948 | opgave           |                     |                  |
| 1949 | 5e               |                     |                  |
| 1950 | 25e (1)          |                     |                  |
| 1951 | 5e (1)           |                     |                  |
| 1952 | 7e               |                     |                  |
| 1953 | opgave           | ↑                   |                  |
| 1954 | 5e               |                     |                  |
| 1955 | 16e (1)          | 7e                  |                  |
| 1956 | opgave           |                     | 12e (1)          |
| 1957 | 15e              | opgave              |                  |
| 1958 | opgave           |                     |                  |

| Jaar | Milaan-San Remo | Parijs-Roubaix | Ronde van Lombardije | Waalse Pijl |  | Wereldranglijsten |
| ---- | --------------- | -------------- | -------------------- | ----------- |  | ----------------- |
| 1948 |                 |                | 8e                   |             |  |                   |
| 1949 |                 |                | 10e                  |             |  | 8e (CDC)          |
| 1950 | 9e              |                |                      |             |  |                   |
| 1951 | 14e             | 32e            | 7e                   | 37e         |  |                   |
| 1952 | 37e             |                |                      |             |  |                   |
| 1953 | 69e             |                | 16e                  |             |  |                   |
| 1954 |                 |                |                      |             |  |                   |
| 1955 | 17e             |                |                      |             |  |                   |
| 1956 | 76e             |                |                      |             |  |                   |
| 1957 | 17e             |                |                      |             |  |                   |
| 1958 | 10e             |                |                      |             |  |                   |